# الصيرمون
الصيرمون هي قرية آغ گند : قرية خراب غربي دجلة، وتبعد عن مدينة الموصل مسافة 7 كم (وكان فيها) قصر انهدم يسمى (الصيرمون) وأحدث بالقرب منه قصراً حسناً والي الموصل محمد باشا الجليلي سنة 1213ه‍. وجاء للمحقق سعيد الديوه جي التعقيب الآتي: قرية البوسيف هي التي بنى محمد الباشا الجليلي سنة 1213 قصره قريباً منها، ولعل سكانها يسمونها (أم القصر)- بعد بناء القصر بقربها- ولم يزل القصر عامراً. أما آغ گند، فلعله اسم قرية البوسيف قبل ان تسكنها قبيلة (البوسيف)، ويوجد غربي قرية البوسيف على يمين الذاهب منها إلى حمام العليل وعلى بضع كيلو مترات، قريتان هما (أبيض وكافور) وبقرب كل منهما عين كبريتية ماؤهما أبيض فلعل (آغ گند) يراد بها إحدى القريتين المذكورتين، والذي نراه ان الامر التبس على ياسين العمري فلم يفرق بينهما. والصيرمون لا تزال قائمة ومأهولة بالسكان إلى اليوم،وهي في منطقة البو سيف، بين حمام العليل والموصل، على مسافة 10 كيلو مترات عن الموصل، وتقع على تل مرتفع، ويمر بجانبها طريق بغداد الموصل القديم، وتطل على الضفة اليمنى لنهر دجلة.

## التسمية
الصيرمون بقعة من أرض في الجنوب الشرقي من الموصل، قرب قرية البوسيف. إسمها ظاهر العجمة، وهو محرف من سيرامون  قد ذكره ابن العبري في كتابه مختصر تاريخ الدول ص449، وسيرامون هذا كان أحد أخوة كيوك الذي انتخبه القوريلتاي (مؤتمر آل جنكيز خان) خاناً بعد موت أبيه أكتاي قاآن [اوكتاي أو أوغطاي خان]، وتكرر في الصفحات 456 و458 من تاريخ ابن العبري، فلابد ان هذا الاسم كان معروفاً ومستعملاً عند المغول. ويظهر ان أميراً أو حاكماً اسمه سيرامون كان بالموصل بعد إستيلائهم عليها، بنى له قصراً يقضي فيه فصل الربيع في الموضع المذكور لطيب هوائه، وسمي ذلك الموضع باسمه.ولايعلم متى كان ذلك.
وكان استيلاء المغول على الموصل سنة 660ه‍/ 1261م.
اذن صيرمون اسم موضع فيه قرية البو سيف وتل حلاب الأثريان في محافظة نينوى/الموصل وعلى يسار الطريق المار من بغداد إلى الموصل قرب نهر دجلة، وعلى مسافة قريبة من الموصل. اما الاسم صيرمون فهو محرف من سيرامون ذكره ابن العبري في كتابه مختصر الدول بانه كان من أُسرة جنكيزخان، ولعله أقام قصراً له في هذا الموضع، وبالقرب من هذا الموقع تل عال اسمه تل حلاب وجدت بالقرب منه آلات صوانية تعود إلى عصور ما قبل التاريخ.